# Carl Frøhlke
Carl Mogens Frøhlke født 18. juli 1919 død 24. august 2002, var en dansk badmintonspiller.
Carl Frøhlke blev dansk mester for første gang i 1937. Han vandt yderligere titler i 1938, 1940, 1941, 1942, 1944 og 1945. I 1937 vandt han Denmark Open. I 1938 og 1939 deltog han i All England, hvor han i 1939 blev nummer fem i herresingle.